# 瓦西麗莎
瓦西麗莎（俄羅斯語：Василиса；英語：Vasilisa），又譯凡西麗莎，是俄羅斯的女性名字。這個詞彙源自希臘（希臘語：βασίλισσα），是一個等同「皇后」或「女皇」的頭銜。瓦西麗莎是俄羅斯的男性人名瓦西里（Vasily）的女性形式。
自從西元三世紀的兒童殉教者瓦西麗莎 (兒童殉教者)以及其他同名的早期天主教與東正教聖徒出現後，這個名字變得較常被使用。這個名字也被使用在幾位早期的公主上。

## 童話故事
瓦西麗莎在俄羅斯童話中廣泛地被使用，直至今日，提及瓦西麗莎便會聯想到童話故事中的公主。「智慧的瓦西麗莎」和「美麗的瓦西麗莎」是其中的代表人物，她們分別為《青蛙公主》和《美麗的瓦西麗莎》兩則童話的登場角色。這些童話人物有著經典的形象，像是最後嫁給了王子的農家女孩，或是幫助勇士完成艱鉅任務並嫁給他的公主。和一般等待王子拯救的公主不同，瓦西麗莎常常也會完成一系列艱鉅的任務，並在最後打倒故事中的壞蛋。瓦西麗莎在故事中常常也是一位成功的女管家，這有助於她贏得王子的愛。
這些以瓦西麗莎為主角的童話有：
- 《火鳥和瓦西麗莎公主（英语：The Firebird and Princess Vasilisa）》
- 《美麗的瓦西麗莎（英语：Vasilisa the Beautiful）》
- 《神父的女兒瓦西麗莎（英语：Vasilisa The Priest’s Daughter）》
- 《青蛙公主 (童話)（英语：The Frog Princess）》

## 人名
- 瓦西麗莎 (兒童殉教者)（英语：Vasilissa (child martyr)），東正教兒童殉教者（300年－309年）
- 瓦西麗莎·梅倫捷娃，伊凡四世傳說中的第六任妻子，可能是虛構人物（？－1579年？）
- 瓦西麗莎·沃洛霍娃，烏格里奇的德米特里的護士，據說參與了他的謀殺（已知活躍於1591年）
- 瓦西麗莎·科茲娜，1812年俄法戰爭的英雄（1780年？－1840年？）
- 瓦西麗莎·沃洛汀娜（英语：Vasilisa Volodina），俄羅斯電視節目主持人（1974年－）
- 瓦西麗莎·達維多娃（英语：Vasilisa Davydova），俄羅斯網球選手（1986年－）
- 瓦西麗莎·巴迪娜（英语：Vasilisa Bardina），俄羅斯網球選手（1987年－）
- 瓦西麗莎·馬札里克（英语：Vasilisa Marzaliuk），白俄羅斯舉重選手（1987年－）
- 瓦西麗莎·福布斯（英语：Vasilisa Forbes），俄羅斯電影導演（1992年－）
- 瓦西麗莎·達萬科娃（英语：Vasilisa Davankova），俄羅斯冰上舞者（1998年－）